# Wiesengelbkehlchen
Das Wiesengelbkehlchen (Geothlypis poliocephala, Syn.: Chamaethlypis poliocephala) ist ein kleiner Singvogel aus der Gattung der Gelbkehlchen (Geothlypis) in der Familie der Waldsänger (Parulidae). Manche Autoren stellen diese Art auch in eine eigene Gattung Chamaethlypis. Gründe sind die im Vergleich zu anderen Gelbkehlchenarten fehlende ausgeprägte, schwarze Gesichtsmaske, der kräftigere Schnabel, die längeren, gestaffelten Schwanzfedern und der einigermaßen abweichende Gesang. Die IUCN listet sie als „nicht gefährdet“ (least Concern).

## Merkmale
Das Wiesengelbkehlchen erreicht eine Körperlänge von 14 Zentimetern und wiegt 13,2 bis 16,2 Gramm. Die Flügellänge beträgt beim Männchen 5,1 bis 6,2 Zentimeter, beim Weibchen 5,1 bis 5,8 Zentimeter. Das adulte Männchen der Nominatform hat schwarze Zügel, einen schwarzen Augenbereich sowie einen schmalen schwarzen Streifen auf der Stirnkrone. Um das Auge befindet sich ein weißer Augenring. Das Kronengefieder und die Ohrendecken sind mittelgrau, das Nacken- und Nackenseitengefieder olivgrau und das Oberseitengefieder oliv. Die Flügel sind dunkelbraun mit olivfarbenen Federrändern. Das Kehl- und Brustgefieder ist hellgelb, die Brustseiten und Flanken olivgelb und die Bauchpartie weißlich-gelb.
Das adulte Weibchen der Nominatform ähnelt dem Männchen. Das Kronen- und Nackengefieder sowie die Ohrendecken sind olivgrau, die Augenpartie und Zügel sind dunkelgrau und der Augenring weißlich-gelb bis weiß.

## Vorkommen, Ernährung und Fortpflanzung
Das Verbreitungsgebiet befindet sich in Mittelamerika. Das Wiesengelbkehlchen bewohnt feuchte Felder, Heckenlandschaften, buschige Savannen und ähnliche Vegetationen. Im Süden von Zentralmexiko kommt es auch in Zuckerrohrfelder vor. Überwiegend ernährt es sich von Insekten und weiteren Wirbellosen, die es vorwiegend in den unteren Bereichen der Vegetation aufstöbert. Gelegentlich lauert es auch wie der Fliegenschnäpper auf vorbeifliegende Insekten. Sein tiefes, napfförmiges Nest legt es gut versteckt in der dichten Vegetation oder in einer Grasmulde an. Das Nest wird aus Gras erbaut und mit feinen Pflanzenfasern und Tierhaaren ausgepolstert. Das Gelege besteht aus zwei bis vier Eiern (die südlichen Unterarten legen gewöhnlich zwei). Über die Bebrütungs- und Nestlingszeit gibt es keine Untersuchungen.

## Unterarten und Verbreitung
Es gibt sieben anerkannte Unterarten:
- Geothlypis p. poliocephala S. F. Baird, 1865 – Mexiko (von Sinaloa bis Oaxaca)
- Geothlypis p. caninucha Ridgway, 1872 – Von Oaxaca (Mexiko) bis Honduras
- Geothlypis p. palpebralis Ridgway, 1887 – Von Veracruz (Mexiko) bis  Costa Rica
- Geothlypis p. icterotis Ridgway, 1889 – Von Nicaragua bis Costa Rica
- Geothlypis p. ridgwayi (Griscom, 1930) – Von Costa Rica bis Panama
- Geothlypis p. ralphi Ridgway, 1894  – Tamaulipas und San Luis Potosí in Mexiko; früher auch bis zu den äußersten Grenzen vom südöstlichen Texas
- Geothlypis p. pontilis (Brodkorb, 1943)